# مجلس الوزراء الكويتي 2003
مجلس الوزراء الكويتي 2003 أو الوزارة الـ21 في الكويت هي الوزارة رقم (21) في الكويت منذ الاستقلال عام 1961. تشكلت في 14 يوليو 2003م برئاسة الشيخ صباح الأحمد الجابر الصباح، وأجري عليها تعديلات وزارية موسعة عام 2005م، وقدمت استقالتها بتاريخ 30 يناير 2006م، بعد مبايعة رئيس الوزراء الشيخ صباح الأحمد أميراً للبلاد.

## خلفية
- بعد انتخابات مجلس الأمة 2003 قدمت الحكومة استقالتها بتاريخ 6 يوليو 2003م[2]، وقُبلت بأمر أميري في اليوم ذاته.[3]
- بتاريخ 13 يوليو 2003م صدر أمر أميري بتعيين صباح الأحمد الجابر الصباح رئيساً لمجلس الوزراء وتكليفه بتشكيل الحكومة الجديدة.[4]
- بتاريخ 14 يوليو 2003م صدر مرسوم أميري بتشكيل الوزارة[5]، وأدت الوزارة اليمين الدستورية أمام أمير البلاد الشيخ جابر الأحمد الصباح في اليوم التالي.[6]
- في 30 يناير 2005م و4 أبريل 2005م و11 أبريل 2005م و14 يونيو 2005م أُجريت تعديلات وزارية على الحكومة[7][8]
- بتاريخ 30 يناير 2006م قدمت الحكومة استقالتها للشيخ صباح الأحمد الجابر الصباح وقبلها.[9]

## التشكيل الوزاري

### التشكيل الأول (2003)
| الحقيبة الوزارية                                                                    | الوزير                          |
| ----------------------------------------------------------------------------------- | ------------------------------- |
| رئيس مجلس الوزراء                                                                   | صباح الأحمد الجابر الصباح       |
| النائب الأول لرئيس مجلس الوزراء وزير الداخلية                                       | نواف الأحمد الجابر الصباح       |
| نائب رئيس مجلس الوزراء وزير الدفاع                                                  | جابر مبارك الحمد الصباح         |
| نائب رئيس مجلس الوزراء وزير الدولة لشؤون مجلس الوزراء ووزير الدولة لشؤون مجلس الأمة | محمد ضيف الله شرار              |
| وزير المواصلات ووزير التخطيط ووزير الدولة لشؤون التنمية الإدارية                    | أحمد عبدالله الأحمد الصباح      |
| وزير الطاقة                                                                         | أحمد فهد الأحمد الصباح          |
| وزير العدل                                                                          | أحمد يعقوب باقر العبدالله       |
| وزير الخارجية                                                                       | الدكتور محمد صباح السالم الصباح |
| وزير الصحة                                                                          | محمد أحمد الجارالله             |
| وزير الأشغال العامة ووزير الدولة لشؤون الإسكان                                      | بدر ناصر الحميدي                |
| وزير التربية ووزير التعليم العالي                                                   | رشيد حمد محمد الحمد             |
| وزير التجارة والصناعة                                                               | عبد الله عبد الرحمن الطويل      |
| وزير الأوقاف والشؤون الإسلامية                                                      | عبد الله بن معتوق المعتوق       |
| وزير الإعلام                                                                        | محمد أبو الحسن                  |
| وزير المالية                                                                        | محمود عبد الخالق النوري         |
| وزير الشؤون الاجتماعية والعمل                                                       | فيصل محمد الحجي بوخضور          |

### التشكيل الثاني (2005)
| الحقيبة الوزارية                                                                    | الوزير                          |
| ----------------------------------------------------------------------------------- | ------------------------------- |
| رئيس مجلس الوزراء                                                                   | صباح الأحمد الجابر الصباح       |
| النائب الأول لرئيس مجلس الوزراء وزير الداخلية                                       | نواف الأحمد الجابر الصباح       |
| نائب رئيس مجلس الوزراء وزير الدفاع                                                  | جابر مبارك الحمد الصباح         |
| نائب رئيس مجلس الوزراء وزير الدولة لشؤون مجلس الوزراء ووزير الدولة لشؤون مجلس الأمة | محمد ضيف الله شرار              |
| وزير المواصلات ووزير الصحة                                                          | أحمد عبدالله الأحمد الصباح      |
| وزير الطاقة                                                                         | أحمد فهد الأحمد الصباح          |
| وزير العدل ووزير الدولة لشؤون البلدية                                               | أحمد يعقوب باقر العبدالله       |
| وزير الخارجية                                                                       | الدكتور محمد صباح السالم الصباح |
| وزير الأشغال العامة ووزير الدولة لشؤون الإسكان                                      | بدر ناصر الحميدي                |
| وزير التربية ووزير التعليم العالي                                                   | رشيد حمد محمد الحمد             |
| وزير التجارة والصناعة                                                               | عبد الله عبد الرحمن الطويل      |
| وزير الأوقاف والشؤون الإسلامية                                                      | عبد الله معتوق المعتوق          |
| وزير الإعلام                                                                        | أنس محمد أحمد الرشيد            |
| وزير المالية                                                                        | بدر مشاري الحميضي               |
| وزير الشؤون الاجتماعية والعمل                                                       | فيصل محمد الحجي بوخضور          |
| وزير التخطيط ووزير الدولة لشؤون التنمية الإدارية                                    | معصومة صالح المبارك             |